# Kang Seul-gi
Kang Seul-gi (em coreano: hangul: 강슬기; hanja: 姜瑟琪; romaniz.: Romanização revisada: Gang Seul-gi; McCune-Reischauer: Kang Sŭl-ki; nascida em Choji-dong, Danwon-gu, Ansan, Gyeonggi, Coreia do Sul, em 10 de fevereiro de 1994), mais conhecida profissionalmente apenas como Seulgi (em coreano: hangul: 슬기; hanja: 瑟琪; romaniz.: Romanização revisada: Seul-gi; McCune-Reischauer: Sŭl-ki), é uma cantora, compositora e dançarina sul-coreana. Realizou sua estreia no cenário musical em 2014 no grupo feminino Red Velvet, com dois mini-álbuns na subunit com Irene — Monster, lançado em junho de 2020 e Tilt, em maio de 2025 —, além de dois singles. Lançou sua carreira solo com o EP, 28 Reasons, em outubro de 2022, o segundo EP, Accidentally On Purpose, em março de 2025.

## Início de vida e educação
Seulgi nasceu em 10 de fevereiro de 1994, em Ansan, Coreia do Sul. Ela estudou em Ansan Byeolmang Middle School e frequentou a School of Performing Arts Seoul. Ela é fluente em coreano e japonês.

## Carreira

### 2007-14: Estréia e início de carreira
Seulgi entrou na SM Entertainment em 2007, se tornando a integrante do seu grupo a ter mais tempo de treino. Em 2 de dezembro de 2013, ela foi uma dos três primeiros trainees apresentados ao público através do projeto de pré-estreia da S.M. Entertainment, SM Rookies, junto com os integrantes do NCT Jeno e Taeyong.
Em julho de 2014, ela apareceu na música de Henry Lau "Butterfly" de seu segundo EP Fantastic. Ela também apareceu no videoclipe do single "Fantastic". Ela também fez uma participação em uma das faixas do álbum do citado anteriormente, mostrando seus vocais que seriam notáveis para todos os telespectadores. Novamente, antes de estrear, Seulgi também participou de um cover da música "Be Natural" de um dos antigos grupos femininos da S.M. Entertainment, S.E.S.. No vídeo, ela dançava e cantava com sua futura colega de grupo, Irene. Seulgi fez sua estreia oficial com o Red Velvet e 1 de agosto de 2014, com o single "Happiness". Elas ganharam o seu primeiro prêmio no primeiro dia que concorreram. Mais tarde, em outubro de 2014, ela fez o seu primeiro comeback com a faixa "Be Natural", já citada anteriormente, que foi basicamente quase o mesmo do cover que ela performou com Irene, só que agora com todas as integrantes do girl group. No grupo, ela representa a cor amarela. Ela é da face line.

### 2015-presente: Atividades solo
Em janeiro de 2015, Seulgi estrelou em um musical da SM Entertainment, School Oz, interpretando o papel principal de Dorothy. De abril a maio de 2015, ela fez parte do programa de variedades Off to School.
Em julho de 2016, ela lançou a canção "Don't Push Me" com Wendy como parte da trilha sonora do drama Uncontrollably Fond. Em outubro de 2016, Seulgi apareceu no King of Mask Singer como uma concorrente sob o alias Cinema Heaven. Em 18 de novembro de 2016, Seulgi lançou "You, Just Like That" como a canção-tema de Blade & Soul, composta por Yoon Sang. Em 30 de dezembro de 2016, Seulgi, Wendy e outros artistas da SM Entertainment, lançaram um single digital intitulado "Sound of Your Heart" para a SM Station.
Em janeiro de 2017, ela lançou a canção "You're The Only One I See" com Wendy como parte da trilha sonora do drama Hwarang: The Poet Warrior Youth. Ela lançou um dueto intitulado "Darling U" com Yesung do Super Junior em 22 de janeiro, como parte da SM Station.
Em 8 de agosto, foi anunciado que Seulgi participaria de um projeto de grupo de garotas chamado Station Young para SM Station X 0, juntamente com Chungha, Soyeon de (G)I-DLE e SinB de GFriend.

## Discografia
| Título                                                                 | Ano          | Melhor posição | Melhor posição | Vendas          | Album                         |
| Título                                                                 | Ano          | KOR            | CHN Alibaba    | Vendas          | Album                         |
| Colaborações                                                           | Colaborações | Colaborações   | Colaborações   | Colaborações    | Colaborações                  |
| ---------------------------------------------------------------------- | ------------ | -------------- | -------------- | --------------- | ----------------------------- |
| "Sound of Your Heart" (com Wendy, Sunny, Luna Yesung, Taeil e Doyoung) | 2016         | —              | —              | —               | SM Station Season 1           |
| "Darling U" (com Yesung)                                               | 2017         | —              | —              | —               | SM Station Season 1           |
| "Our Story" (com Chiyeol)                                              | 2017         | 28             | —              | - KOR: 56,079+  | Fall in, girl Vol. 3          |
| "Doll" (com Kangta e Wendy)                                            | 2017         | —              | —              | —               | SM Station Season 2           |
| "Wow Thing" (com Jeon So-yeon, Kim Chung-ha e SinB)                    | 2018         | 35             | —              | —               | Station X 0                   |
| Trilhas sonoras                                                        |              |                |                |                 |                               |
| "Don't Push Me" (com Wendy)                                            | 2016         | 25             | —              | - KOR: 182,984+ | Uncontrollably Fond OST       |
| "I Can Only See You" (com Wendy)                                       | 2017         | 80             | —              | - KOR: 24,912+  | Hwarang OST                   |
| "Deep Blue Eyes" (como Girls Next Door)                                | 2017         | —              | —              | - KOR: 16,514+  | Idol Drama Operation Team OST |
| "You, Just Like That"                                                  | 2017         | —              | —              | —               | Blade & Soul OST              |
| "Always"                                                               | 2019         | ASA            | ASA            | ASA             | The Crowned Clown OST         |
| Como artista convidada                                                 |              |                |                |                 |                               |
| "Butterfly" (Henry Lau feat. Seulgi)                                   | 2014         | —              | —              | - KOR: 14,070+  | Fantastic                     |
| "Drop" (Mark Lee feat. Seulgi)                                         | 2017         | 93             | —              | - KOR: 46,443+  | High School Rapper FINAL      |
| "Heart Stop" (Tae-min feat. Seulgi)                                    | 2017         | —              | 16             | —               | Move                          |
| "Selfish" (Moonbyul feat. Seulgi)                                      | 2018         | 84             | —              | —               | Selfish                       |
| "Hello Tutorial" (Zion.T feat. Seulgi)                                 | 2018         | 2              | —              | —               | ZZZ                           |

## Filmografia

### Filmes
| Ano  | Título            | Papel     | Notas                   | Ref.   |
| ---- | ----------------- | --------- | ----------------------- | ------ |
| 2015 | SMTown: The Stage | Ela mesma | Documentário da SM Town | [ 22 ] |
| 2020 | Trolls 2          | Gomdori   | Voz                     | [ 23 ] |

### Séries de televisão
| Ano  | Título                 | Papel     | Nota  | Ref.   |
| ---- | ---------------------- | --------- | ----- | ------ |
| 2016 | Descendants of the Sun | Ela mesma | Cameo | [ 24 ] |

### Shows de televisão
| Ano  | Título                    | Canal de televisão | Papel           | Notas                                                          | Ref.   |
| ---- | ------------------------- | ------------------ | --------------- | -------------------------------------------------------------- | ------ |
| 2015 | Off To School             | JTBC               | Parte do elenco | Episódios 40-43                                                |        |
| 2015 | 100 People, 100 Songs     | JTBC               | Concorrente     | Com a Wendy                                                    |        |
| 2016 | King of Mask Singer       | MBC                | Concorrente     | Como "Masterpiece of the Weekend, Cinema Heaven" (Episódio 79) |        |
| 2017 | Idol Drama Operation Team | KBS                | Parte do elenco |                                                                | [ 25 ] |
| 2018 | Law of the Jungle         | SBS                | Parte do elenco | Episódios 320–324                                              | [ 26 ] |
| 2018 | Secret Unnie              | JBTC4              | Parte do elenco | Com Sunmi                                                      |        |
| 2018 | Battle Trip               | KBS                | Concorrente     | Com Wendy (Episódios 100–103)                                  |        |
| 2018 | Cool Kids                 | JTBC               | Apresentadora   | Episódios 1-6                                                  | [ 27 ] |

### Teatro musical
| Ano       | Título    | Papel   | Notas           |
| --------- | --------- | ------- | --------------- |
| 2014–2015 | School Oz | Dorothy | Papel principal |

### Videoclipes
| Ano                    | Título                                  | Directores             | Ref.         |
| Colaborações           | Colaborações                            | Colaborações           | Colaborações |
| ---------------------- | --------------------------------------- | ---------------------- | ------------ |
| 2017                   | "Darling U" (com Yesung)                | Hong Won Ki (Zanybros) | —            |
| 2018                   | "Wow Thing" (com SinB, Chunga e Soyeon) | Doori Kwak (GDW)       | [ 28 ]       |
| Como artista convidada |                                         |                        |              |
| 2018                   | "Selfish" (Moonbyul feat. Seulgi)       | Hong Won Ki (Zanybros) | [ 29 ]       |
| 2018                   | "Hello Tutorial" (Zion.T feat. Seulgi)  | Oui Kim (GDW)          | [ 30 ]       |

## Prêmios e indicações

### Melon Music Awards
| Ano  | Recipiente                            | Categoria       | Resultado |
| ---- | ------------------------------------- | --------------- | --------- |
| 2017 | Deep Blue Eyes (como Girls Next Door) | Hot Trend Award | Indicado  |

### Outros prêmios
| Ano  | Prêmio                          | Categoria         | Trabalho nomeado | Resultado |
| ---- | ------------------------------- | ----------------- | ---------------- | --------- |
| 2017 | Naver's 2017 Fashionista Awards | Rising Star Award | —                | Indicado  |